# Aglaia lepidopetala
Aglaia lepidopetala là một loài thực vật]] thuộc họ Meliaceae. Loài này có ở Indonesia và Papua New Guinea.